# HTR3C
HTR3C (англ. 5-hydroxytryptamine receptor 3C) – білок, який кодується однойменним геном, розташованим у людей на короткому плечі 3-ї хромосоми.  Довжина поліпептидного ланцюга білка становить 447 амінокислот, а молекулярна маса — 50 220.
| 10         |  | 20         |  | 30         |  | 40         |  | 50         |
| ---------- |  | ---------- |  | ---------- |  | ---------- |  | ---------- |
| MEGGWPARQS |  | ALLCLTVSLL |  | LQGRGDAFTI |  | NCSGFDQHGV |  | DPAVFQAVFD |
| RKAFRPFTNY |  | SIPTRVNISF |  | TLSAILGVDA |  | QLQLLTSFLW |  | MDLVWDNPFI |
| NWNPKECVGI |  | NKLTVLAENL |  | WLPDIFIVES |  | MDVDQTPSGL |  | TAYISSEGRI |
| KYDKPMRVTS |  | ICNLDIFYFP |  | FDQQNCTFTF |  | SSFLYTVDSM |  | LLGMDKEVWE |
| ITDTSRKVIQ |  | TQGEWELLGI |  | NKATPKMSMG |  | NNLYDQIMFY |  | VAIRRRPSLY |
| IINLLVPSSF |  | LVAIDALSFY |  | LPAESENRAP |  | FKITLLLGYN |  | VFLLMMNDLL |
| PASGTPLISV |  | YFALCLSLMV |  | VSLLETVFIT |  | YLLHVATTQP |  | PPMPRWLHSL |
| LLHCTSPGRC |  | CPTAPQKGNK |  | GLGLTLTHLP |  | GPKEPGELAG |  | KKLGPRETEP |
| DGGSGWTKTQ |  | LMELWVQFSH |  | AMDTLLFRLY |  | LLFMASSILT |  | VIVLWNT    |

A: Аланін

C: Цистеїн

D: Аспарагінова кислота

E: Глутамінова кислота

F: Фенілаланін

G: Гліцин

H: Гістидин

I: Ізолейцин

K: Лізин

L: Лейцин

M: Метіонін

N: Аспарагін

P: Пролін

Q: Глутамін

R: Аргінін

S: Серин

T: Треонін

V: Валін

W: Триптофан

Кодований геном білок за функціями належить до рецепторів, іонних каналів. 
Задіяний у таких біологічних процесах як транспорт іонів, транспорт, поліморфізм. 
Локалізований у клітинній мембрані, мембрані.